# María Morales
María Morales (Còrdova, Andalusia, 1975) és una actriu espanyola reconeguda per papers en sèries com Pelotas, Amar es para siempre i pel·lícules com Todas las mujeres, per la qual va ser nominada als Premios Goya 2014.

## Biografia
Es va formar com a actriu amb el mestre Fernando Piernas, és llicenciada en Art Dramàtic per la RESAD i pel Laboratori Teatral William Layton, ha estudiat cursos de cant i tècnica vocal per la RESAD a part d'harmonia i contralt en cor.

## Filmografia

### Televisió
- Yo soy Bea, com Juani (2006)
- Planta 25, personatge episòdic (2007)
- El síndrome de Ulises, un episodi: Cuenta pendiente (2008)
- Guante blanco, un episodi: El Stradivarius, com Celia (2008)
- Días sin Luz, com Carmen. Miniserie (2009)
- Gran Reserva, personatge episòdic (2009)
- Pelotas, com Pura (2009-2010)
- Entre todas las mujeres, com Marga (2010)
- Hoy quiero confesar, com Carla del Río (2011)
- Estudio 1, un episodi: Urtain (2011)
- La fuga, com Carmen (2011)
- El barco, personatge episòdic (2012)
- Niños robados, com una funcionaria. Miniserie (2013)
- Amar es para siempre, com Prudencia "Pruden" Gimeno (2013-2014)[4]
- Cuéntame cómo pasó, com Carmela (2015)
- Vis a vis, com la comissària encarregada del cas d'Amaia Jiménez (2016)
- Pulsaciones (2017) a Antena 3 com Mare de Verónica Egea.
- Las chicas del cable (2018) a Netflix com Dona de Damián.
- Criminal: España (2019) a Netflix com Luisa.
- Valeria (2020) a Netflix, com Virginia.
- El Ministerio del Tiempo (2020) a La 1, com Clara Campoamor.

### Llargmetratges
- Sé quién eres, repartiment. Dir. Patricia Ferreira (2000)
- Covards, com la professora de matemàtiques. Dir. Juan Cruz Benavent i José Corbacho (2007)
- Gordos, com Leonor. Dir. Daniel Sánchez Arévalo (2008)
- Los amantes pasajeros, com Ángeles. Dir. Pedro Almodóvar (2012)
- Todas las mujeres, com Marga. Dir. Mariano Barroso (2013)
- Nacida para ganar, com Benita. Dir. Vicente Villanueva (2016)

### Curtmetratges
- Soñando al fénix, com una cortesana. Dir. Fernando J. Múñez (2002)
- Pichis, com María Victoria. Dir. Marta Aledo (2009)
- Levedad, com la mare. Dir. Lucía del Río (2010)
- Koala, repartiment. Dir. Daniel Remón (2012)
- Amén, repartiment. Dir. Antonio Naharro (2016)

### Teatre
- Engranajes. Dir. Paco Vidal (2000)
- Lo que es la vida. Improvisadora. RNE-1. Programa Nieves Herrero (2001)
- Teatro a la carta. Improvisació musical i teatral (2001)
- Pam-Pidam. Actriu percussionista. Dir. Mayumaná (2002)
- La suerte de los Heredia (2003)
- Cabaret Valentín. Dona orquestra (2004)
- ¡Qué ruina de familia!. Dir. Paco Piñero (2004)
- Coro Entredos. Contralt (2004-2006)
- Las poliposeídas (2005-2006)
- Manzana Golden. Musical. Cía. Stampidateatro (2006)
- A París me voy. Dir. Andrés Navarro (2006)
- Huevos rotos. Cía Stampidateatro (2007)
- Urtain. Dir. Andrés Lima. Cía Animalario (2008-2010)
- Falstaff. Dir. Andrés Lima (2011)
- Los últimos días de Judas Iscariote. Dir. Adán Black (2010-2012)
- Dos Claveles. Dir. Chos. Micro teatro (2013-¿?)
- Como si Pasara un Tren. Dir. Adriana Roffi (2014-2015)
- Ensayo. Dir. Pascal Rambert (2017)

## Premis y nominacions
- Premi Unión de Actores a la millor actriu secundària de teatre.[5]
- Nominada al Goya a la millor actriu revelació per Todas las mujeres.[6]